# غردوة (كبغيان)
غردوة (بالفارسية: گردوه) هي قرية تقع في إيران في قسم كبغيان الريفي. يقدر عدد سكانها بـ 502 نسمة بحسب إحصاء 2016.